# 劉恒 (弘治進士)
劉恆（1463年—？），字以貞，江西吉安府吉水縣人，民籍，明朝政治人物。

## 生平
江西鄉試第三十一名舉人。弘治十八年（1505年）中式乙丑科會試第一百二十六名，三甲第十五名進士。

## 家族
曾祖劉仕瞻，主簿；祖父劉庸定；父劉寧，教諭。嫡母羅氏；生母何氏。永感下。